# حارة بير الدار (صنعاء)
حارة بير الدار هي إحدى حارات حي الثورة بمديرية الثورة إحد مديريات العاصمة اليمنية صنعاء، بلغ تعداد سكانها 6544 نسمة حسب تعداد اليمن لعام 2004.